# Antonio Perez della Lastra
Antonio Perez della Lastra (Santillana del Mar, 23 settembre 1631 – Gallipoli, 14 gennaio 1700) è stato un vescovo cattolico spagnolo, 52º vescovo di Gallipoli, nonché ultimo vescovo gallipolino di nazionalità spagnola  e docente del Collegio Romano seguito da Martin de Esparza Artieda.

## Biografia e ministero episcopale a Gallipoli
Nacque a Santillana del Mar nel 1631 e divenne sacerdote nel 1659. Frequentò l'università di Salamanca e si laureò in utroque iure e in filosofia. La sua nomina a vescovo della diocesi gallipolina avvenne a soli quarantotto anni. 
Fu consacrato dal cardinale Carlo Pio di Savoia iuniore; concelebrarono l'arcivescovo Giuseppe Gaetani d'Aragona e il vescovo Carlo Vincenzo Toti.
Lo storico Bartolomeo Ravenna nelle sue Memorie istoriche della città di Gallipoli dedicate ai suoi concittadini, afferma che Leonardo Micetti (anch'egli storico) descrisse la "presa di possesso" in diocesi: Monsignor Perez della Lastra si presentò su una mula al largo della Basilica Cattedrale di Sant'Agata e, entrando in chiesa vestendo un semplice abito talare nero, chiamò il Vicario; questi credette che egli fosse un semplice prete e fece lui il segno di aspettare (ignaro della sua importanza): Della Lastra disse semplicemente in spagnolo "io sono il vescovo di Gallipoli". Da questa breve descrizione tracciata si può dedurre già lo stile di vita semplice e frugale del prelato.
Durante il suo episcopato fece costruire il monastero delle Carmelitane Scalze a Gallipoli, promosse un sinodo diocesano ed ebbe un'importante funzione politico-amministrativa in quanto promosse un nuovo sistema elettorale del sindaco nella città, denominato dell'impizzaturo, molto più equo ed onesto.

## Morte
Antonio Perez della Lastra morì all'età di 69 anni nell'anno 1700; le esequie furono celebrate nella Cattedrale di Gallipoli e la salma fu poi deposta presso la chiesa del Monastero di Santa Teresa che egli stesso aveva fatto erigere a proprie spese. Sopra la grata del monastero, vi è un busto di marmo bianco che ritrae il vescovo e un'iscrizione marmorea che così reca:
| Iscrizione marmorea |
| --- |
| ANTONII PEREZI A LASTRA PONTIFICIS GALLIPOLITANI EXIMIA PIETATE VIRI HUIUS COENOBII TEMPLIQUE CONDITORIS QUOS CINERES VIRGINES HEIC LECTAE PRO ANTIQUA QUAM AB EO VIVO DIDICERANT CASTIMONIA ANNO AERAE CHRISTIANAE CICICXCIX PURA IN URNA FRANCISCUS GRATIA PRAEPOS GALLIPOLITANUS TREDECIM POST ANNIS DECENTIUS VIRTUTIS ERGO C. C. |

Vi è poi un'altra iscrizione posta ai piedi dell'altra maggiore, sul sepolcro fatto da lui scavare quando era ancora in vita:
| Iscrizione sepolcro |
| --- |
| D.O.M. QUAE SURGIT INFORMIS HIC URNA MORITURO SATIS TEMPLO AC COENOBIO A FUNDAMENTIS ERECTO OPTIMO CENSU DITATO SACRIS DETRACTIS ANNIVERSARIO UNO ALTEROQUE QUOTIDIANO SOLA EST SUPER ANTONIO PEREZ DE LA LASTEA EPISCOPO GALLIPOLITANO REGIOQUE A LATERE CONSILIARIO UBI SUPERSTITES CONDAS CINERES HOC UNUM POST FATA EXUVIAS QUAE DEGUNT VIRGINES HABITURAE A QUO DUM VIVERENT VIVENDI NORMAM ET VIRTUTES HAUSERE A PARTU VIRGINIS ANNO MDCXCIX |

## Genealogia episcopale
La genealogia episcopale è:
- Cardinale Guillaume d'Estouteville, O.S.B.Clun.
- Papa Sisto IV
- Papa Giulio II
- Cardinale Raffaele Riario
- Papa Leone X
- Papa Paolo III
- Cardinale Francesco Pisani
- Cardinale Alfonso Gesualdo
- Papa Clemente VIII
- Cardinale Pietro Aldobrandini
- Cardinale Laudivio Zacchia
- Cardinale Antonio Barberini, O.F.M.Cap.
- Cardinale Marcantonio Franciotti
- Cardinale Giambattista Spada
- Cardinale Carlo Pio di Savoia iuniore
- Vescovo Antonio Perez della Lastra